# Lieu historique national Cartier-Brébeuf
 (décembre 2024).
Si vous disposez d'ouvrages ou d'articles de référence ou si vous connaissez des sites web de qualité traitant du thème abordé ici, merci de compléter l'article en donnant les références utiles à sa vérifiabilité et en les liant à la section « Notes et références ».
Pour les articles homonymes, voir Cartier et Brébeuf.
Le lieu historique national Cartier-Brébeuf est un des lieux historiques nationaux du Canada désigné ainsi en 1958 par la Commission des lieux et monuments historiques du Canada à la suite d'une demande du remier ministre John Diefenbaker. Il est administré par Parcs Canada et est situé au confluent des rivières Saint-Charles et Lairet, à Québec dans l’arrondissement La-Cité–Limoilou. Le lieu se compose d’un centre d’interprétation et d’un parc urbain de 6,8 hectares de dénivellation inégale et partagé en deux secteurs « Est » et « Ouest » divisés par la rivière Lairet. On y retrouve également divers monuments et éléments commémoratifs.
Le site commémore le deuxième voyage de Jacques Cartier et de son équipage en 1535-1536, plus précisément leur hivernage au confluent des rivières Saint-Charles et Lairet près du village iroquoien de Stadaconé (Québec) et l’établissement de la première résidence des missionnaires jésuites à Québec, en 1625-1626. 
De plus, vers la fin du XVIIe siècle jusqu’à l’ouverture du lieu historique national en 1972, le site a hébergé de nombreuses activités artisanales et industrielles dont une tannerie, une poterie, une briqueterie, un chantier naval, une scierie, un dépotoir et finalement un dépotoir à neige. 
De nos jours, le site propose un espace muséal, de l’animation pour les groupes scolaires et des journées thématiques, en plus d’offrir un milieu naturel dans un parc urbain. Une piste cyclable et le parc linéaire de la rivière Saint-Charles traversent également son territoire. 

## Le séjour et l'hivernage de Jacques Cartier au havre Sainte-Croix en 1535-1536
Lors de son deuxième voyage au Canada, Jacques Cartier croyait toujours que le fleuve Saint-Laurent était une ouverture continentale qui pourrait le mener jusqu’en Asie. Voyant que les dimensions du fleuve diminuent à la hauteur de Québec, il se mit à la recherche d’un havre où laisser ses deux plus grands bateaux, la Grande Hermine et la Petite Hermine en sécurité afin de continuer ses explorations plus loin sur l’Émerillon vers Hochelaga (Montréal). Le 8 septembre 1535, Cartier jeta son dévolu sur ce qu’il appela le havre Sainte-Croix situé exactement au confluent des rivières Saint-Charles et Lairet et à proximité du village iroquoien de Stadaconé. À son retour, Cartier s’aperçut que ses marins avaient construit un fortin autour des navires parce qu’ils craignaient l’hostilité des Stadaconéens. Le navigateur malouin prit la décision d’hiverner au confluent des rivières Saint-Charles et Lairet. Mal préparés aux rudesses de l’hiver canadien, Cartier et son équipage ne se construisirent pas d’abris isolés du froid, mais décidèrent plutôt d’habiter les entreponts des navires. Cette décision s’avéra désastreuse.  L’hiver de 1535-1536 fut périlleux pour les membres de l’équipage, 106 des 110 marins furent atteints du scorbut et 25 d’entre eux en moururent et furent enterrés probablement sur le site. Les autres furent sauvés par l’annedda, une infusion d’un conifère canadien (cèdre blanc ou sapin baumier) dont les Iroquoiens connaissaient la recette. Avant de repartir pour la France au printemps 1536, Jacques Cartier fit ériger  une croix en l’honneur de François Ier sur laquelle il fit écrire : « Franciscus primus, dei gratia francorum rex, regnat ». Lorsqu’il partit, il dut abandonner la Petite Hermine, n’ayant plus assez de marins pour la naviguer. Son départ fut aussi marqué par l’enlèvement de dix Iroquoiens du village de Stadaconé. Cinq années s’écoulèrent avant que Jacques Cartier ne puisse revenir au Canada. En 1541, il choisit plutôt de s’installer à Cap-Rouge, pour des raisons stratégiques, sur un site qu’il nomme Charlesbourg-Royal.

## Preuves du séjour de Jacques Cartier
Dans le but de trouver des artefacts provenant de la présence de Jacques Cartier en 1535-1536 et de la résidence Notre-Dame-des-Anges, des fouilles archéologiques ont été effectuées en 1959, 1962, 1969, 1986 et 1987, 1993, 2004 et 2007. Probablement dû au fait que le sol a été bouleversé à de nombreuses reprises par les activités humaines qui se sont tenues sur le site, rien n’a encore été découvert à ce jour en lien avec les motifs de commémoration du lieu historique. Toutefois, le potentiel archéologique élevé de l’endroit est toujours considéré et tous les travaux d’excavation doivent être réalisés en présence d’archéologues. Néanmoins, de nombreuses découvertes ont été faites sur les activités artisanales et industrielles datant de l’époque de la Nouvelle-France jusqu’à aujourd’hui. Les éléments les plus probants à découvrir demeurent la sépulture des 25 marins morts du scorbut pendant l’hiver de 1535-1536 et les vestiges du fortin et des fosses qui servirent à protéger l’équipage et les bateaux. 
Les preuves résident donc dans les différentes attestations écrites par Jacques Cartier lui-même lorsqu'il décrit dans ses récits l’emplacement de son lieu d’hivernage et le chemin qu’il a emprunté pour s’y rendre. Samuel De Champlain fait aussi état du lieu d'hivernage de Cartier dans ses relations de voyage. 
Jacques Cartier écrit : 

« Et fume oultre ledict fleue envyron dix lieues, cottoyant ladicte ysle, et au bout d’icelle trouvasmes un affoure d’eau fort beau et plaisant, auquel lieu y a une petite rivière, et hâble de barre marinant de deux à trois brasses, que trouvasmes lieu à nous propice pour mettre nos dits navires à sauveté. Nous nommasmes le dit lieu Sainte-Croix, parce que le dit jour y arrivasmes. »

— Voyage, p. 121-123.

« Le meilleur [passage à côté de l’Ile d’Orléans] et le plus seur du cousté devers le su. Et au bout d’icelle ysle, vers l’ouaist, y a ung affourq d’eauses [la rivière Saint-Charles fait une fourche] beau et delectable, pour meptre navires ouquel il y a ung destroict dudict fleuve, fort courant et parfond; […] Puys, ledict lieu de Stadaconé, soubz laquelle haulte terre, vers le nort, est la ripvière et hable de saincte Croix, ouquel lieu avons esté despuis le quinzièsme jour de septembre, jusques au VIe jour de may, VVXXXVI, ouquel lieu les navires demeurent assec, comme cy davant dict. »

— Voyage, p. 135-137.
Samuel de Champlain écrit : 

« Plus proche dudit Quebecq, y a vne petite riuiere qui vient dedans les terres d’vn lac diſtant de noſtre habitation de ſix à ſept lieues. Ie tiens que ceſte riuiere qui est au Nort & vn quart du Noroueſt de noſtre habitation, ce fut le lieu où Iaques Quartier yuerna, d’autant qu’il y a encores à vne lieue dans la riuiere des veſtiges comme d’vne cheminée, dont on a trouué le fondement, & apparance d’y auoir eu des foſſez autour de leur logement, qui eſtoit petit. Nous trouuaſmes auſſi de grandes pieces de bois eſcarrées, vermoulues, & quelque 3 ou 4 balles de canon. Toutes ces choſes monſtrent euidemment que c’a eſté vne habitation, laquelle a eſté fondée par des Chreſtiens : & ce qui me fait dire & croire que c’eſt Iaques Quartier, c’eſt qu’il ne ſe trouue point qu’aucun aye yuerné ny baſty en ces lieux que ledit Iaques Quartier au temps de ſes deſcouuertures […]. »

— Œuvres de Champlain. Seconde édition, Tome III. p. 156-157.
Aujourd’hui, la dénivellation inégale qui existe de part et d’autre du paysage et la résurgence de la rivière Lairet, combinée à la revitalisation des berges de la rivière Saint-Charles témoignent du choix de Jacques Cartier pour son hivernage.

## Les Jésuites et la résidence Notre-Dame-des-Anges
C’est également au confluent des rivières Saint-Charles et Lairet qu’un groupe de cinq missionnaires jésuites s’installa en 1625 dans le but de procéder à l’évangélisation des Amérindiens. Cela constitua le premier établissement de la Compagnie de Jésus au Québec. Le groupe était composé des pères Jean de Brébeuf,  Énemond Massé et Charles Lalemant et aussi des frères coadjuteurs François Charton et Gilbert Burel. Ils nommèrent leur résidence Notre-Dame-des-Anges. Il s’agissait d’un premier bâtiment de planches et de lattes d’environ 13 mètres de large et 7,5 de long et d’un second, de dimensions moindres, qui servait de grange, d’étable et de menuiserie. Ils durent cependant quitter leurs terres en 1629 à la suite de la prise de Québec par les frères Kirke. Ce n’est qu’en 1632 que les Jésuites revinrent à leur résidence et constatèrent que les bâtiments étaient en mauvais état. En 1636, ils effectuèrent des travaux de rénovations et d’agrandissement afin de pouvoir y tenir le séminaire des Hurons jusqu’en 1639.

## Les activités artisanales et industrielles
De 1688 jusqu’au début des années 1970, le site du lieu historique national Cartier-Brébeuf sera l’hôte de nombreuses activités artisanales et industrielles. En voici la liste par ordre chronologique. 
- Briqueterie Landron-L’archevêque de 1688 à 1714
- Tannerie L’archevêque de 1702 à 1722
- Poterie Marie-Anne Barbel de 1746 à 1752
- Chantier naval George Holmes-Parke : vers 1840
- Scierie Edmond-Ovide Richard de 1863 à 1867
- Briqueterie Cléophas Rochette en 1867 à 1930
- Dépotoir Arsenault de 1941 à 1958
- Dépotoir à neige municipal de 1959 au début des années 1970

## L'évolution vers le lieu historique national

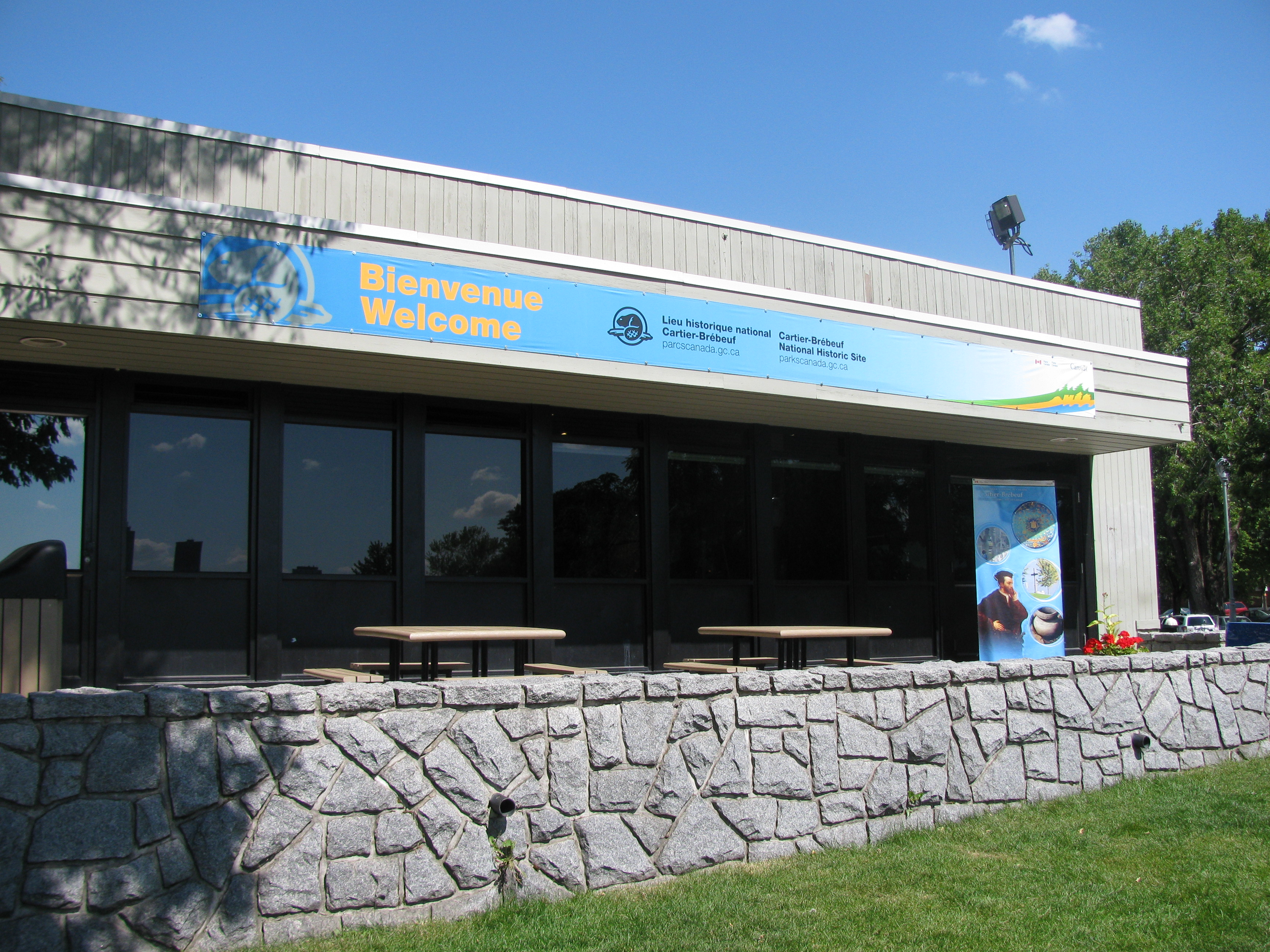
Centre d'interprétation du lieu historique national Cartier-Brébeuf

Au XIXe siècle, avant l’établissement du lieu historique national Cartier-Brébeuf, l’intérêt pour Jacques Cartier renaissait à Québec et la population commençait à se mobiliser dans le but de créer un site commémoratif en l’honneur de son deuxième voyage. Voici les étapes qui marquèrent l’évolution du site : 
- 1835 : érection d’une croix en bois commémorant l’hivernage de Jacques Cartier devant l’hôpital de la Marine sur la rive-sud de la rivière Saint-Charles (cette croix est aujourd’hui disparue) Aujourd'hui en 2015, il y a une croix sur le bord de la rivière Saint-Charles, dans le parc Jean Brébeuf.
- 1886 : acquisition du terrain par le Cercle catholique de Québec
- 1888 : érection de la croix Jacques Cartier qui commémore l’hivernage en 1535-1536 par le Cercle catholique de Québec (cette croix est toujours présente aujourd’hui)
- 1921 : inauguration du monument Cartier-Jésuites
- 1926 : éclairage de la croix
- 1957 : visite du Premier ministre John Diefenbaker qui demanda ensuite à la Commission des lieux et monuments historiques du Canada de reconnaître l’intérêt historique national du lieu Cartier-Brébeuf
- 1958 : désignation de l’importance historique nationale du lieu par la Commission des lieux et monuments historiques du Canada
- 1959 : terrain cédé au gouvernement fédéral et première série de fouilles archéologiques (Côté ouest de la rivière Lairet)
- 1962 : fouilles archéologiques (côté est de la Lairet)
- 1969 : canalisation de la rivière Lairet et fouilles archéologiques
- 1970 : déplacement de la croix de Jacques-Cartier
- 1972 : aménagement du lieu historique, installation de la réplique de la Grande Hermine et ouverture du centre d’interprétation
- 1984 : nouvelle éclairage de la croix et bénédiction par le pape Jean-Paul II
- 1985 : construction de la première maison longue qui est détruite la même année par un incendie criminel
- 1986-1987 : construction de la seconde maison longue et de la palissade, retrait en cale sèche de la réplique de la Grande Hermine et perte de sa mâture. Des fouilles archéologiques s’effectuent sur le site de la maison longue.
- 11 octobre 1987 : inauguration des stèles : Rencontre des deux cultures au XVIe siècle et dévoilement de la plaque commémorative sur Donnacona (disparue en décembre 1987)
- 1993 : fouilles archéologiques (côté est rivière Lairet). Justification : nouvelles hypothèses sur le lieu éventuel de l’hivernage de Cartier
- 1996 : dévoilement d’une 2e plaque commémorative sur Donaconna en trois langues (français, anglais et huron)
- 2001 : démantèlement de la Grande Hermine suivi de fouilles archéologiques de surveillances et installation du kiosque des Jésuites
- 2003 : affaissement du terrain surplombant la canalisation de la rivière Lairet
- 2004 : fouilles archéologiques : découverte de vestiges (pièces de bois) contemporains à la période d’hivernage de Jacques Cartier
- 2007 : démolition de la maison longue pour réparation de la canalisation de la rivière Lairet et fouilles archéologiques
- 2008-2009 : travaux de revitalisation du site et mise à jour de la rivière Lairet
- 2010 : réouverture complète du site, célébration du 475e anniversaire de l’hivernage de Cartier, installation de panneaux d’interprétation et restauration de la croix.

## Éléments du site

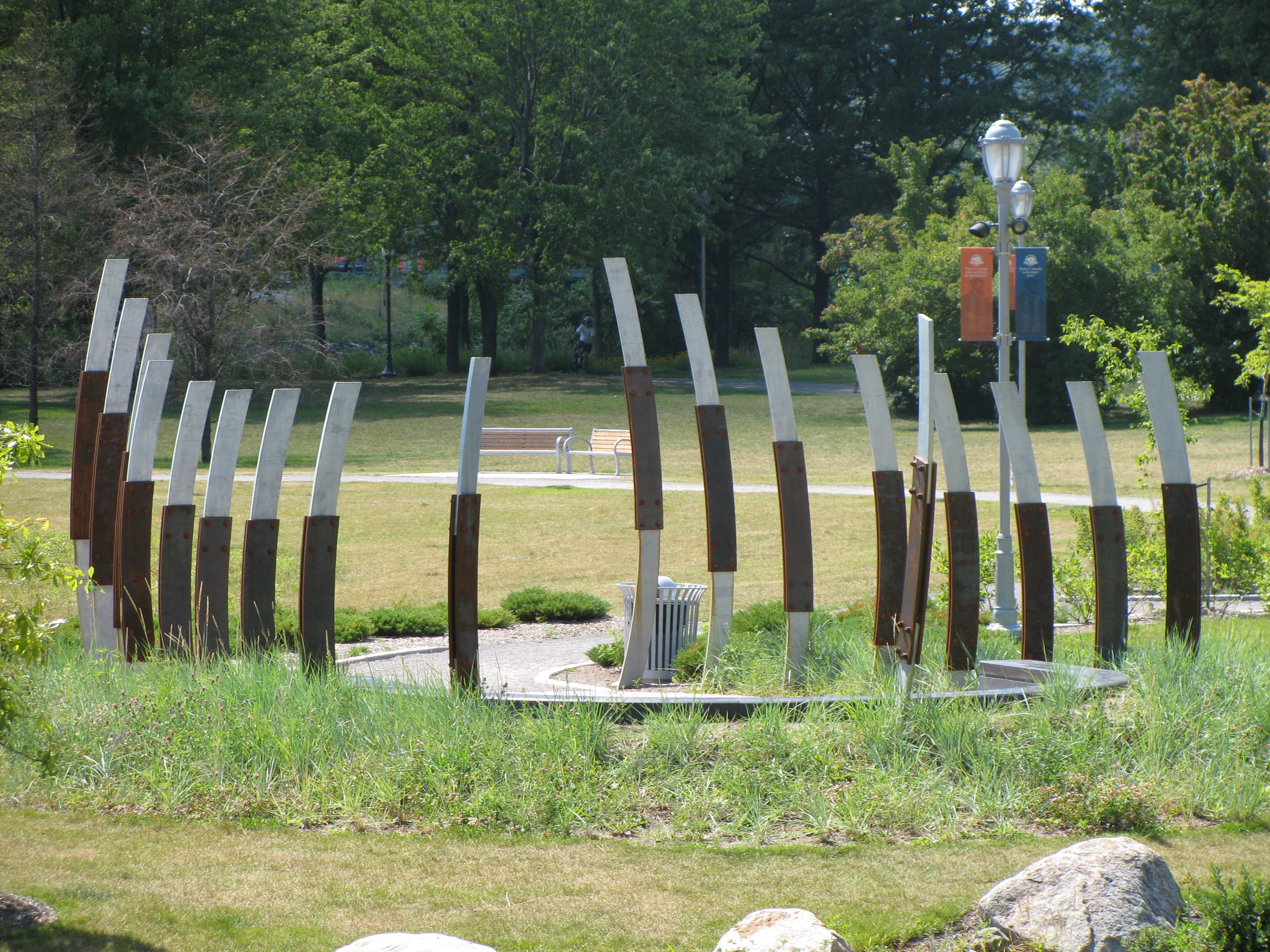
Représentation contemporaine de la Petite Hermine
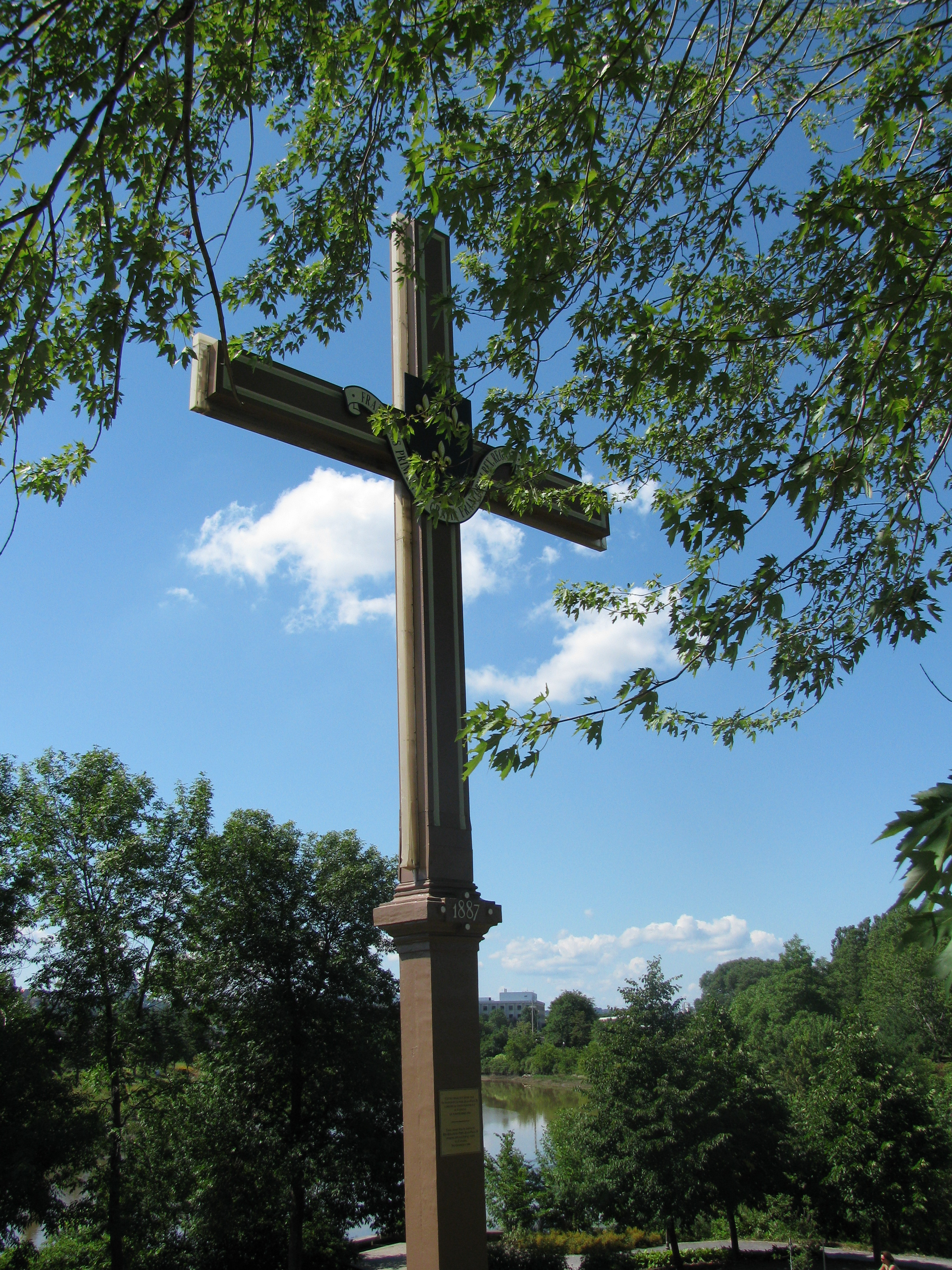
Représentation de la croix érigée par Jacques Cartier en 1536
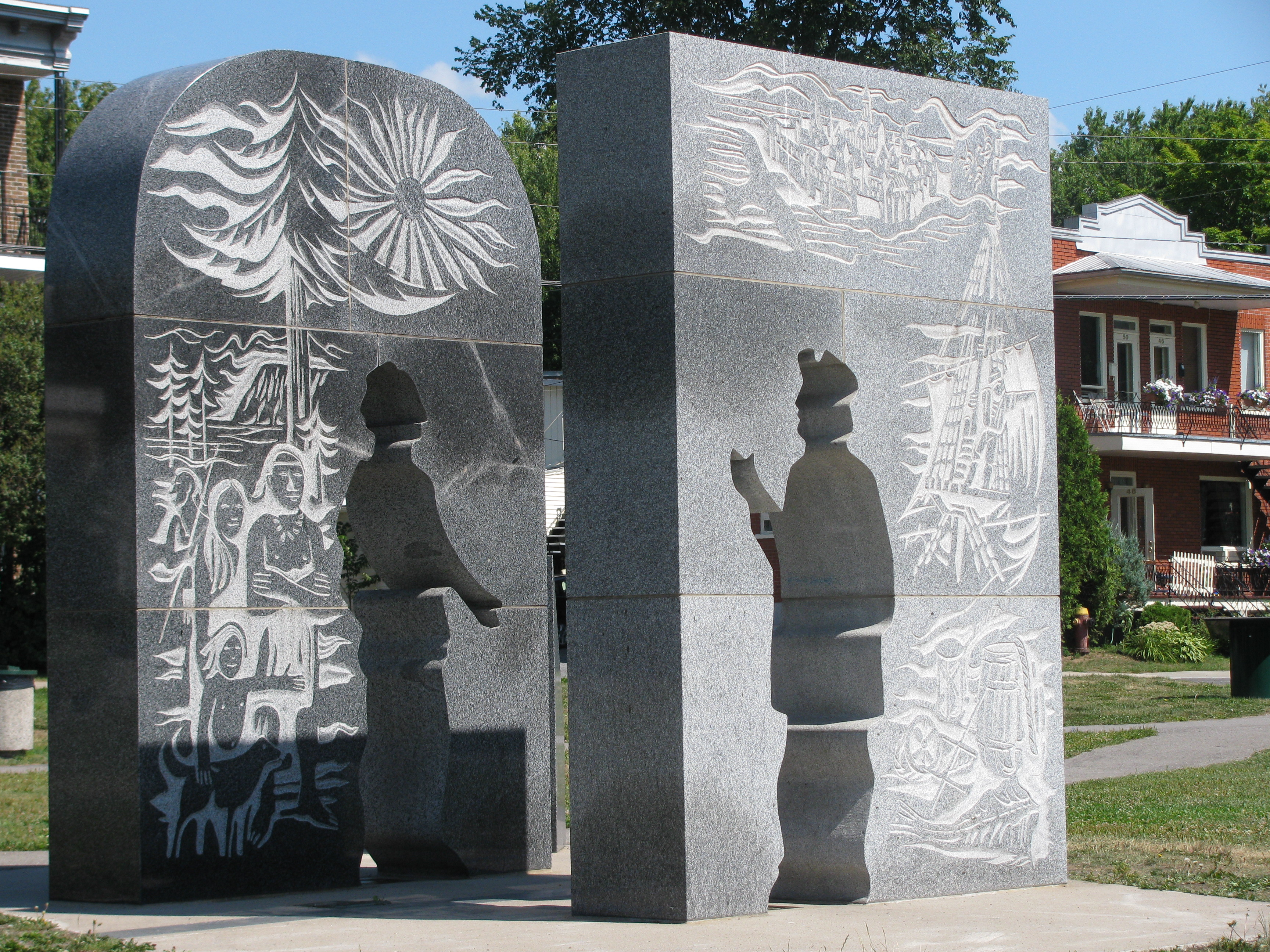
Stèles de la rencontre entre deux cultures au XVIe siècle
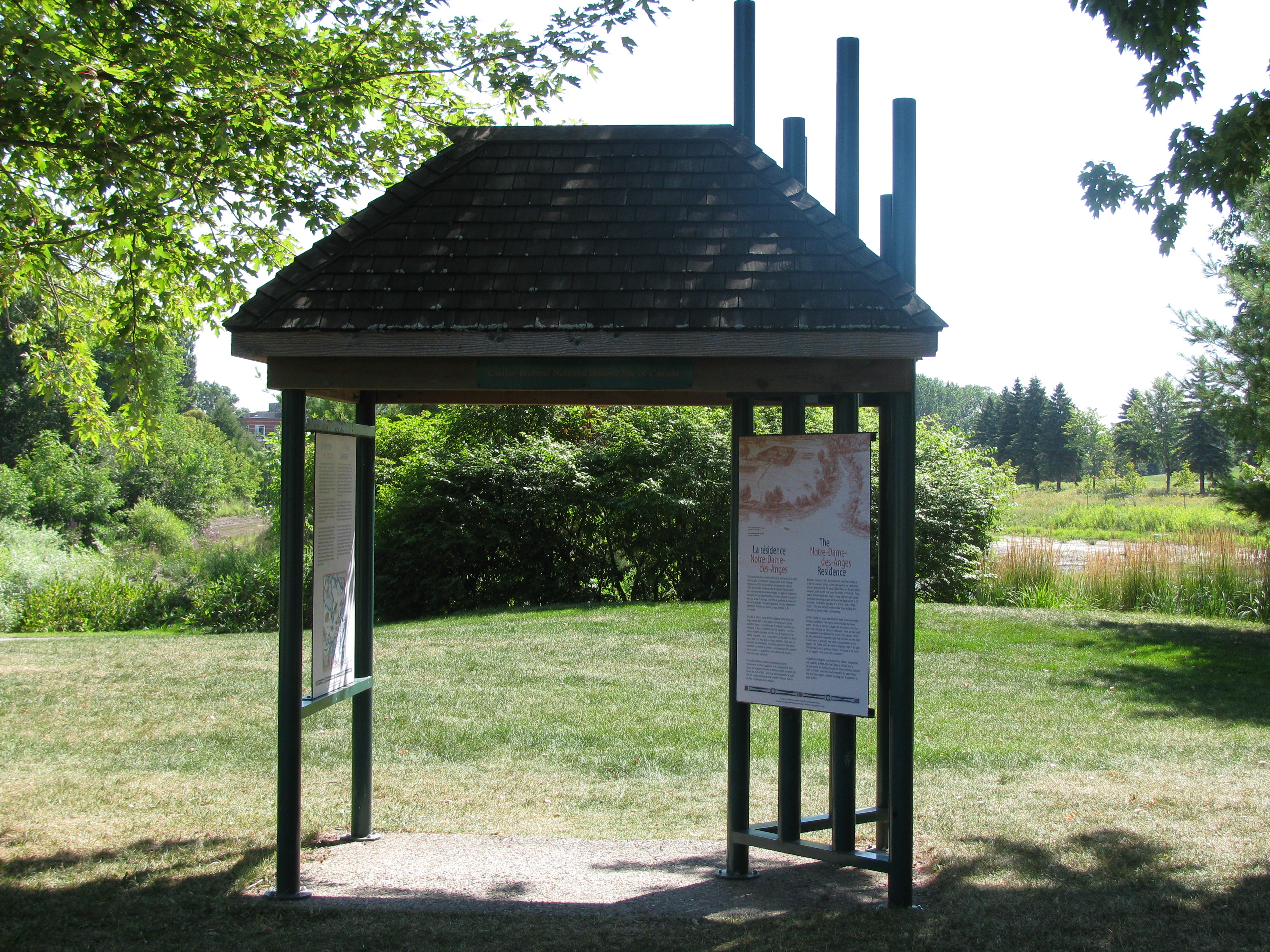
Kiosque des Jésuites
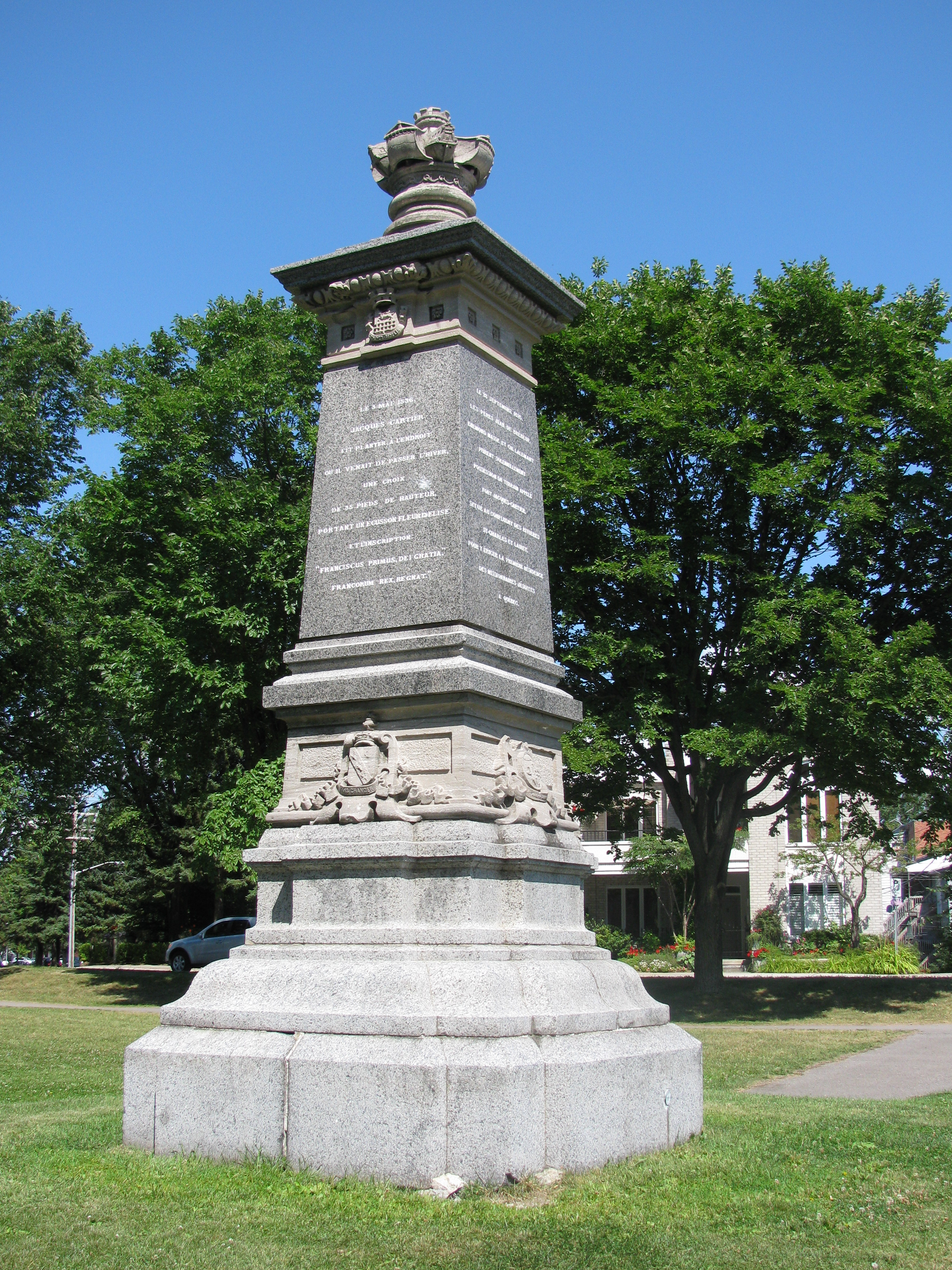
Monument Cartier-Jésuites
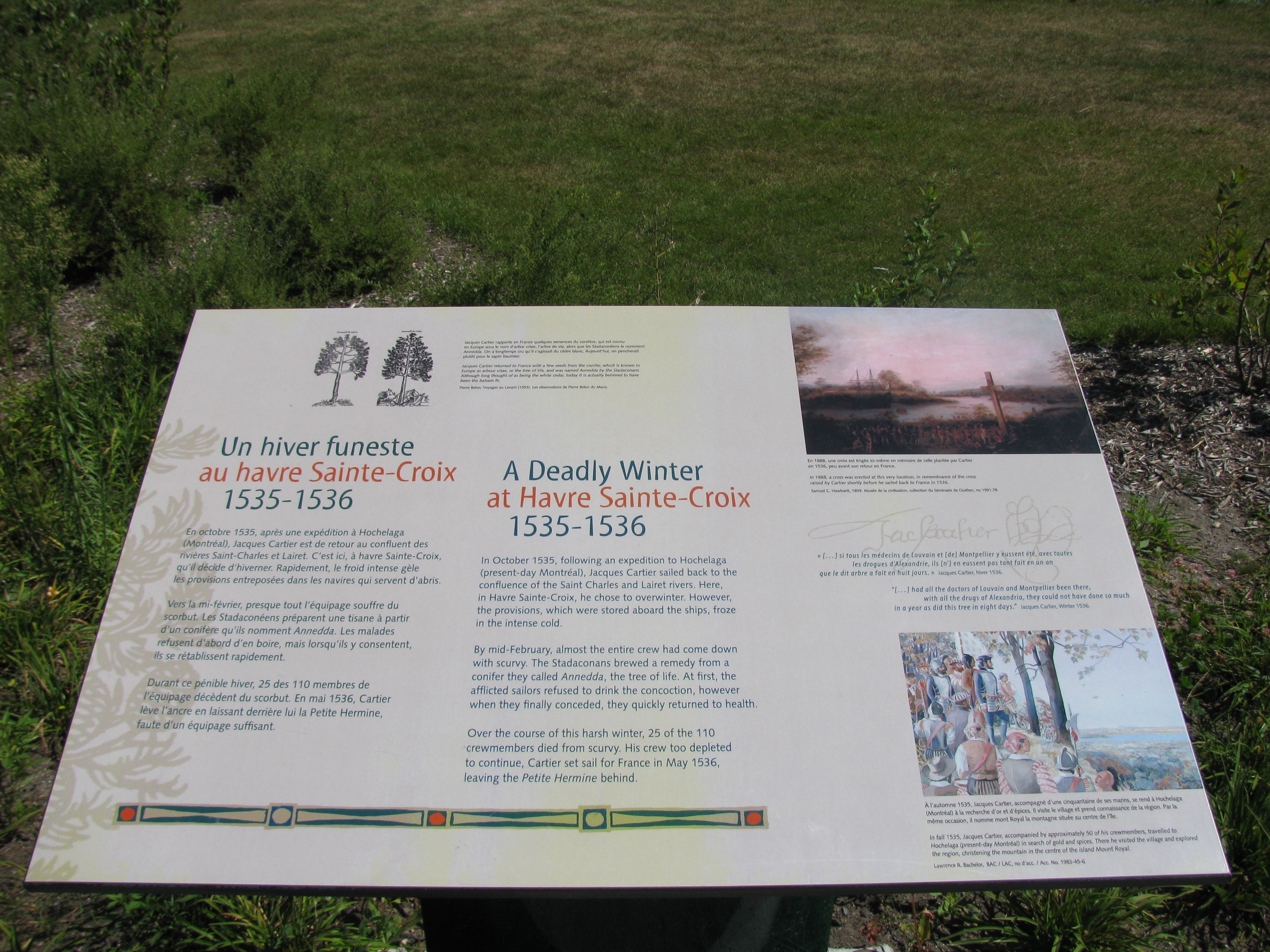
Un des panneaux d'interprétation

## Éléments retirés du site
De l’ouverture en 1972 jusqu’en 2001, il y avait sur le site une réplique de la Grande Hermine. Celle-ci fut construite en 1966 par la Davie Brothers pour l’Exposition universelle de Montréal de 1967. Elle était placée dans le lac artificiel jusqu’en 1987, après quoi elle fut mise en cale sèche et ses mats furent retirés. Elle resta à l’extérieur de l’eau jusqu’à son démantèlement, parce que devenue vétuste, après 29 années d'exposition.
Deux répliques de maisons longues furent construites sur le site du lieu historique national Cartier-Brébeuf dans le but de représenter le type d’habitation des Iroquoiens du Saint-Laurent. La première a été construite en 1985 et détruite la même année par un incendie criminel. La seconde a été bâtie durant les deux années suivantes en 1986-1987 et une palissade a également été érigée autour de la maison. Elles ont été démolies en 2007 pour faire place au nouvel aménagement.

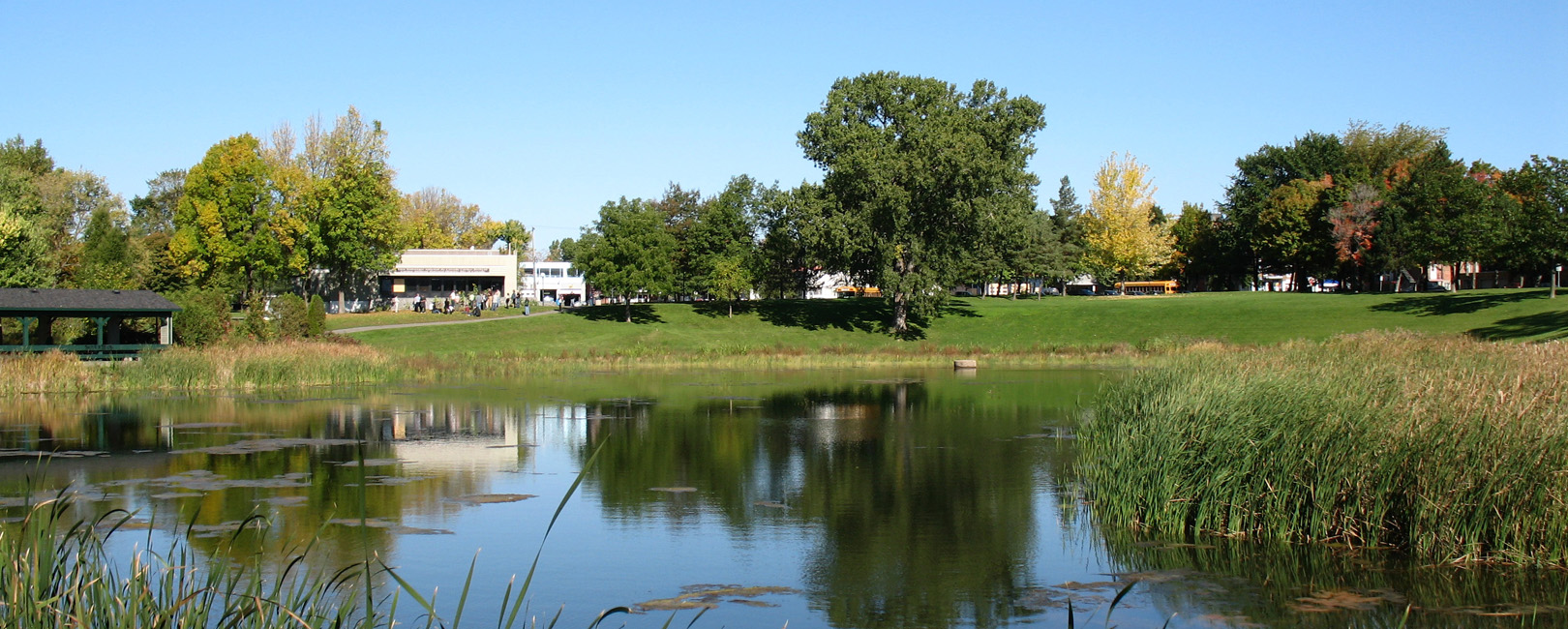
Le lieu historique national Cartier-Brébeuf à Québec avant les travaux de revitalisation de 2008-2009.
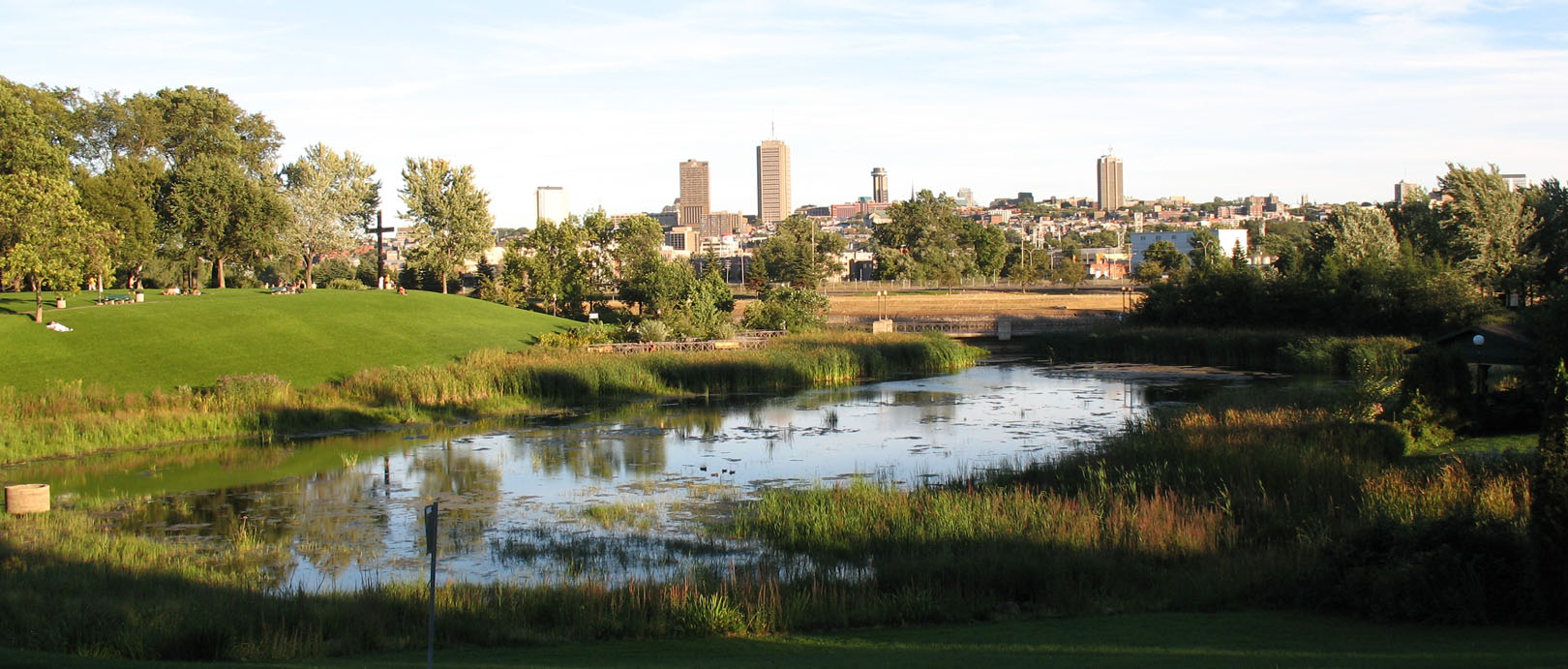
Vue de la haute-ville depuis le lieu historique national Cartier-Brébeuf de Québec avant les travaux de revitalisation de 2008-2009.